# Nomada distinguenda
Nomada distinguenda ist eine Biene aus der Familie der Apidae. 

## Merkmale
Die Bienen haben eine Körperlänge von etwa 5 Millimetern, Weibchen können bis zu 6 Millimeter erreichen. Der Kopf und der Thorax der Weibchen sind schwarz und haben eine rote Zeichnung. Die Tergite sind rot, dunkel gebändert und häufig auch ganz dunkel. Das Labrum ist rot und trägt drei Zähnchen. Das dritte Fühlerglied ist viel länger als das vierte. Das Schildchen (Scutellum) ist mehr oder weniger rot gefleckt. Die Schienen (Tibien) der Hinterbeine sind am Ende zu einer Spitze ausgezogen, haben ein Borstenhaar und drei bis vier dicke, kleine Dornen. Die Männchen haben einen schwarzen Kopf und Thorax mit wenig gelbroter Zeichnung. Die Tergite sind gelb gefleckt, das Labrum ist gelb. Das dritte Fühlerglied ist viel länger als das vierte. Das Schildchen ist schwarz. Die Schenkel (Femora) der Hinterbeine sind basal unten mit einer Haarfranse versehen. Die Schienen der Hinterbeine tragen ein Borstenhaar und drei oder vier kleine Dornen.

## Vorkommen und Lebensweise
Die Art ist in Nordwestafrika, Süd- und Mitteleuropa verbreitet. Sie besiedeln vor allem Kiesgruben. Die Tiere fliegen in zwei Generationen von Anfang April bis Anfang Oktober. Die Art parasitiert Lasioglossum villosulum und wahrscheinlich auch andere kleine Arten der Gattung Lasioglossum, wie etwa Lasioglossum parvulum

## Belege
Felix Amiet, M. Herrmann, A. Müller, R. Neumeyer: Fauna Helvetica 20: Apidae 5. Centre Suisse de Cartographie de la Faune, 2007, ISBN 978-2-88414-032-4.